# 奥克尼
奥克尼（英語：Orkney）是英国苏格兰东北部的一个群岛，南距苏格兰本土仅10英里左右，是苏格兰32行政区之一。该群岛由70个左右的岛屿组成，总面积990平方公里，其中20个左右岛屿有人居住，总人口19590（2005年）。最大的岛被称为梅恩蘭島（Mainland），面积523.25平方公里，首府柯克沃尔和第二大城镇斯特罗姆内斯即位于主島上。有定期渡轮与苏格兰的瑟索相接驳。
早在8500年前的石器时代，這裏就有人居住。後來，皮克特人居住于奥克尼群岛。约872年，该群岛被挪威王国占领；此后的几百年里，由挪威的附庸奥克尼伯国统治。1468年，丹麦和挪威国王克里斯蒂安一世将女儿玛格丽特嫁给苏格兰国王詹姆斯三世，由于无法拿出嫁妆，1472年2月20日，苏格兰王国攻佔群岛全境，自此該群島一直在蘇格蘭的疆土中。

## 地理
奧克尼群島與南邊的蘇格蘭本土以彭特蘭海峽相隔，東北邊為设德兰群島。

## 島嶼
- 主島

#### 北島群
- 北羅納德賽島
- 桑迪島
- 韦斯特雷岛
- 帕帕韦斯特雷岛
- 伊迪島
- 勞賽島
- 埃吉爾賽島
- 蓋爾賽島
- 懷爾島
- 斯特朗賽島
- 帕帕斯特隆賽島
- 奧斯凱里島
- 沙平賽島
- 艾因哈羅島（無人島）
- 法雷島（無人島）
- 林加霍爾姆島（無人島）

#### 南島群
- 霍伊島
- 格雷姆賽島
- 弗洛塔島
- 南沃爾斯島
- 巴雷島
- 南羅納德賽島
- 卡瓦島（無人島）
- 科平賽島（無人島）
- 法拉島（無人島）
- 格利姆斯霍爾姆島（無人島）
- 亨達島（無人島）
- 小霍爾姆島（無人島）
- 斯維塔島（無人島）
- 斯沃納島（無人島）